# Дадони
Дадони — село у Велізькому районі Смоленської області Росії . Входить до складу Велізького міського поселення.
Розташоване у північно-західній частині області за 3,5 км на схід від Веліжа та за 4 км на північний-схід від автодороги Р 133 Смоленськ — Невель. Село розташоване за також за 96 км на північ від залізничної станції Рудня на лінії Смоленськ — Вітебськ.

## Історія
В роки німецько-радянської війни село було окуповане німецькими військами в липні 1941 року, звільнено в вересні 1943 року.